# Manuel Rendón Seminario
Manuel Rendón Seminario (n. París, 1894 - m. Portugal, 1982) (també conegut com a Manuel Rendón) va ser un pintor llatinoamericà conegut per portar el Constructivisme a l'Equador i Llatinoamèrica junt amb Joaquim Torres-Garcia que va portar el Constructivisme al seu país natal de l'Uruguai. El Moviment Constructivista va començar a Rússia amb Vladímir Tatlin al voltant de 1913.
Rendón va estudiar a l'Acadèmia de la Grande Chaumière a París, tanmateix, es va resistir als centres d'ensenyament d'art formal, preferint en canvi com a destinació una tasca més solitària, assídua i tenaç. A una edat primerenca, l'obra de Rendón va ser regularment exhibida a les sales de París. Encara que Rendón va néixer a París, és fill de pares equatorians i és freqüentment considerat com un artista equatorià que va viure la major part de la seva vida a l'Equador. El pare de Rendón va exercir com a ambaixador a París.
A començaments de la seva carrera, Rendón va viure la vida bohèmia de l'artista parisenc, lluitant per guanyar diners. Rendón vendria petits treballs fets de coure per obtenir diners per pintar. El 1937, Rendón va exhibir la seva obra a la ciutat de Guayaquil, Equador, i a Quito el 1939. Aquestes exhibicions van tenir un enorme impacte en els grans mestres que van viure en aquestes ciutats en aquells temps. Les obres van ser modernes i abstractes per naturalesa. Rendón va predicar: "el paper del pintor és organitzar les possibilitats que li són ofertes". El treball de Manuel Rendón és vast i ha influït generacions d'artistes a tot Amèrica Llatina i Europa, com ara Antoni Tàpies, Antonio Saura, Enrique Tábara, Estuardo Maldonado, Carlos Catasse, Félix Arauz, Aníbal Villacís, Oswaldo Viteri i Theo Constanté, per anomenar-ne alguns.